# Obala okostij
Obala okostij je severni del obale Atlantskega oceana v Namibiji in južni Angoli od reke Kunene na jug do reke Swakop, čeprav se ime včasih uporablja za opis celotne obalne puščave Namib. Bušmani v namibijski notranjosti jo imenujejo  "Dežela, ki jo je Bog ustvaril v jezi", medtem ko so jo portugalski mornarji ob prihodu imenovali "Vrata pekla".
Ime Obala okostij je izumil John Henry Marsh za naslov knjige, ki jo je napisal o popisovanju brodoloma Dunedin Star. Ker je knjiga prvič izšla leta 1944, je postala tako poznana, da se obala od tedaj na splošno imenuje Skeleton Coast in je uradno ime na večini današnjih zemljevidov.
Obalo obliva hladen Benguelski tok, ki povzroča gosto meglo (Angolci jo imenujejo cassimbo) večji del leta. Veter piha s kopnega na morje, padavine redko presegajo 10 milimetrov letno, podnebje je zelo neprijazno. Tu je obala vedno težka za deskanje. Včasih je bilo mogoče s čolni na človeški pogon priti na kopno po valovih, a nemogoče od obale. Edini izhod je sto kilometrov dolgo močvirje, dostopno samo čez vročo in sušno puščavo.
Obala je večinoma iz mehkega peska, občasno prekinjenega s skalnatimi izdanki. Južni del je sestavljen iz prodnih ravnin, medtem ko severno od Terrace Bay krajino obvladujejo visoke peščene sipine. Obala okostij je zadnje čase znana kot odličen kraj za deskanje. 

## Etimologija
Ime tega območja je povezano s kitovimi in tjulnjevimi kostmi, ki so nekoč množično ležale na obali zaradi kitolova, v sodobnem času pa je obala polna skeletnih ostankov razbitin, ki jih naplavi med skalami v megli. Več kot tisoč takih plovil različnih velikosti leži na obali, med njimi so znane Eduard Bohlen, Benguela Eagle, Otavi, Dunedin Star in Tong Taw.
Na človeško dejavnost Strandloperjev, Sanov, kažejo kupi ostankov belih školjk, ki jih najdemo po različnih delih Obale okostij.

## Prostoživeče živali in rastline
Namibija je razglasila 16.000 kvadratnih kilometrov Obale okostij za narodni park, veliko območje od reke Ugab do reke Kunene. Severni del parka je območje divjine. Pomembne značilnosti so ob reki Hoarusib (glineni gradovi ali tempeljske formacije iz blatne gline že iz prazgodovine, strme stene kanjona iz črnih in rdečih vulkanskih kamnin in čudne palme makalani, ki rastejo iz pešk), solne plošče v gorah Agate in velika kolonija tjulnjev na rtu Fria. Preostali del obale National West Coast Recreation Area je rekreacijsko območje.
Obala je bila kraj številnih dokumentarcev o divjih živalih, zlasti glede prilagoditve na skrajno sušno podnebje. Iz leta 1965 je dokumentarni film National Geographica Survivors Of The Skeleton Coast.  Veliko vrst rastlin in žuželk, ki živijo na območju peščenih sipin, je odvisnih od debeline plasti megle, ki leži nad obalo, in vlage, ki jo prenaša veter iz notranjosti kot hrano. Proučevali so termoregulacijo, obarvanost, plemensko strategijo in selitev puščavskih ptic.
Rečne obale v notranjosti so dom pavijanov, žiraf, levov, črnih nosorogov in skokonogih gazel. Živali dobijo večino vode iz vodnjakov, ki so jih skopali pavijani ali sloni. Črni nosorog je bil glavni razlog, da je BBC leta 2003 tu posnela dokumentarec Serious Desert.

## Obalni park
Narodni park Obala okostij (angleško Skeleton Coast National Park) leži 500 km severno od reke Ugab (začasna reka) do reke Kunene ob obali Namibije. Na vzhodu meji na 16.845 km² naravnega rezervata Kaokoveld. Park Obala okostij sestavljata dve območji: na jugu je dostopen, severni le na majhnem območju pod vodstvom potovalne družbe z ustrezno licenco.
Narodni park je bil v letu 2009 vključen v Narodni park Namib - Naukluft.
Vhod v park je nekaj kilometrov severno od milje 108 pred Ugabom, eno največjih rek v Namibu, ki je tu izkopala divji in slikovit kanjon v plasti marmorja, dolomita in skrilavca. Park sestavlja sivo prodnata površina, le 100 km severno od vhoda v park, na Torra Bay, pa se začnejo polja sipin.
Severno od reke Huab je na plaži nekdanja vrtalna postaja in jo kapski kormorani uporabljajo kot valilnico. Nekaj kilometrov severno od Torra Bay leži razbitina Atlantic Pride, v kanjonu iz barvnega peščenjaka je sredi puščave slap.
V severnem delu obalnega parka, v bližini reke Hoarusib, je poseben naravni pojav, ki ga lahko vidimo ali poslušamo: posebna oblika sipin – pojoči pesek. Emisije hrupa so lahko posledica vetra, ki piha čez sipine ali hoje po pesku, pri čemer morajo biti izpolnjeni nekateri pogoji: 
1. peščena zrna morajo biti okrogla in premera med 0,1 in 0,5 mm,
2. pesek mora vsebovati silicijev dioksid,
3. pesek mora imeti določeno vlažnost.

## Filmi in knjige
Skeleton Coast je knjiga Johna Henryja Marsha. Resnična zgodba o uničenju britanske tovorne ladje – hladilnika – Dunedin Star in kasnejšem reševanju njenih 106 potnikov in članov posadke za ceno vlačilca, letala SAAF ter življenj dveh reševalcev.
Izmišljena zarota, film iz 1968 A Twist of Sand, vključuje diamante, pokopane v brodolomu v peščenih sipinah Obale okostij.